# Groveland Station (Nueva York)
Groveland Station es un lugar designado por el censo ubicado en el condado de Livingston en el estado estadounidense de Nueva York. En el año 2010 tenía una población de 281 habitantes.

## Geografía
Groveland Station se encuentra ubicado en las coordenadas 42°39′48.16″N 77°46′0.01″O / 42.6633778, -77.7666694.